# Vaillantodes margaretae
Vaillantodes margaretae är en tvåvingeart som beskrevs av Wagner 1988. Vaillantodes margaretae ingår i släktet Vaillantodes och familjen fjärilsmyggor. Inga underarter finns listade i Catalogue of Life.